# Cornwall Nationals
I Cornwall Nationals sono stati una squadra di hockey su ghiaccio canadese, con sede a Cornwall. Ha militato per tutta la sua breve esistenza nella Federal Prospects Hockey League.

## Storia
I Nationals sono nati nel settembre del 2016, quando fallì il salvataggio di un'altra squadra cittadina, i Cornwall River Kings, che disputavano la Ligue Nord-Américaine de Hockey, per opera di Rodney Rivette, musicista e imprenditore, e Mitch Gagne, proprietario di una scuola di hockey su ghiaccio, entrambi già coinvolti a livello dirigenziale con i River Kings..
Il 14 settembre 2016 la squadra siglò l'accordo con l'amministrazione cittadina per l'uso della locale Ed Lumley Arena, e due giorni più tardi la FHL formalizzò l'accettazione dell'iscrizione, che sanciva il ritorno, a quattro anni di distanza dallo scioglimento degli Akwesasne Warriors, di una squadra canadese nella lega. Il 17 settembre furono invece presentati il logo e la maglia, oltre ai primi giocatori: Jeff Legue, Jason Lepine, Lou Dickenson e Kris McCarthy.
Nel dicembre del 2017 Rivette acquisì le quote di Gagne, che si dimise da generale manager della squadra. Dopo pochi giorni Rivette fu affiancato da un nuovo socio, l'imprenditore Will Beauvais, mentre per il ruolo di general manager fu scelto uno dei giocatori della squadra, Basem Awwad.
Nella loro prima stagione i Nationals hanno fallito la qualificazione ai play-off.
La società ha sospeso le attività a causa di gravi problemi economici il 21 febbraio 2018, poco prima della chiusura della regular season.